# سولو سیکوا
جوزف یوکوزونا فاتو با نام سولو سیکوا (زاده ۱۸ مارس ۱۹۹۳) یک کشتی گیر حرفه ای آمریکایی است که با دبلیودبلیوئی قرارداد امضا کرده است. او قهرمان سابق NXT آمریکای شمالی است و در حال حاضر در برند اسمکدان با نام رینگ سولو سیکوا اجرا می‌کند، همچنین در گروه بلودلاین همراه با برادرانش، د اوسوز, و رومن رینز و پاول هیمن حضور دارد. فاتو عضوی از خانواده کشتی گیران ساموآ است.    

او توانست جان سینا دارنده 16 عنوان قهرمانی را در کرون جول 2023 شکست دهد که برای یک کشتی گیر آماتور چیره بزرگی است.
برادران د اوسوز برادر سولو، و رکیشی پدر او است.

## External links
- نمایهٔ Solo Sikoa در WWE.com
- سولو سیکوا's profile at Cagematch.net, Internet Wrestling Database
- Solo در توییتر
- Joseph Fatu در بانک اطلاعات اینترنتی فیلم‌ها (IMDb)

| دستاوردها            | دستاوردها                                                                | دستاوردها  |
| -------------------- | ------------------------------------------------------------------------ | ---------- |
| پیشین: Carmelo Hayes | 16th NXT North American Champion September 13, 2022 – September 20, 2022 | بدون متصدی |